# Watauga (rivière)
La Watauga est une rivière de l'ouest de la Caroline du Nord et de l'est du Tennessee. Elle est longue d'environ 126 km et prend sa source sur les pentes de Grandfather Mountain et de Peak Mountain dans le comté de Watauga en Caroline du Nord.
Elle se jette dans le lac Boone, lac de barrage construit à la confluence de la Watauga et de l'Holston.